# Pseudobradya
Pseudobradya är ett släkte av kräftdjur som beskrevs av Georg Ossian Sars 1904. Pseudobradya ingår i familjen Ectinosomatidae.

## Dottertaxa tillPseudobradya, i alfabetisk ordning[1][2]
- Pseudobradya acuta
- Pseudobradya ambigua
- Pseudobradya attenuata
- Pseudobradya banyulensis
- Pseudobradya barroisi
- Pseudobradya beduina
- Pseudobradya brevicaudata
- Pseudobradya brevicornis
- Pseudobradya cornuta
- Pseudobradya crassipes
- Pseudobradya digitata
- Pseudobradya distinctum
- Pseudobradya elegans
- Pseudobradya exilis
- Pseudobradya fusca
- Pseudobradya hirsuta
- Pseudobradya kusnezovi
- Pseudobradya lanceta
- Pseudobradya leptognatha
- Pseudobradya major
- Pseudobradya maxima
- Pseudobradya minor
- Pseudobradya oligochaeta
- Pseudobradya parvula
- Pseudobradya pectinifera
- Pseudobradya pelobates
- Pseudobradya pelogonos
- Pseudobradya pelotrophos
- Pseudobradya peresi
- Pseudobradya psammophila
- Pseudobradya pulchella
- Pseudobradya pulchera
- Pseudobradya pygmaea
- Pseudobradya quoddiensis
- Pseudobradya rhea
- Pseudobradya robusta
- Pseudobradya scabriuscula
- Pseudobradya similis
- Pseudobradya soyeri
- Pseudobradya spinulosa
- Pseudobradya tenella
- Pseudobradya truncatiseta
- Pseudobradya usitata